# Mühlsee (Lans)
Der Mühlsee ist ein kleiner See in der Nähe des Innsbrucker Vorortes Lans auf ca. 850 m Seehöhe. Er kann von der Haltestelle der Straßenbahnlinie 6 erreicht werden. Der See hat eine Länge von 150 m und eine Breite von 100 m, die Wasserfläche beträgt 1,5 ha mit einer Tiefe von bis zu 3 Metern. 
Früher hatte  der See einen Zufluss durch den Lanser Bach, der 1965 durch eine Mure abgeschnitten wurde. Heute wird er durch Privatquellen gespeist. Der Abfluss erfolgt nach wie vor in den Mühlseebachl.
Heute wird der See von den Eigentümern als privater Badeteich genutzt.